# Болеславець

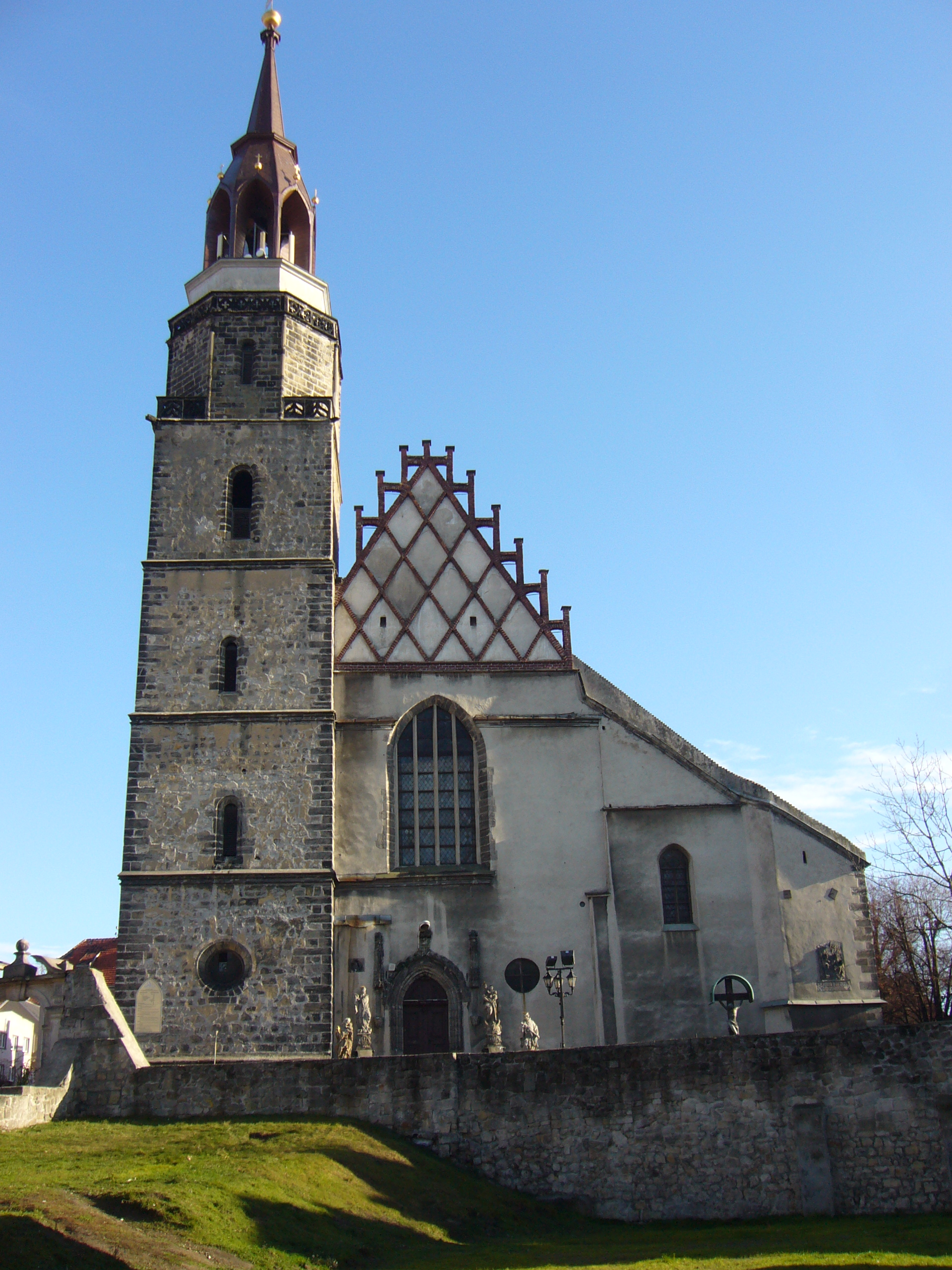
Базиліка Внебовзяття Пречистої Діви Марії і святого Миколая

Болесла́вець (пол. Bolesławiec [bɔlɛˈswavʲɛt͡s] ( прослухати), сіл. Bolesławiec, нім. Bunzlau) — місто в південно-західній Польщі, на річці Бубр, адміністративний центр Болеславецького повіту Нижньосілезького воєводства. Населення 42000 осіб (2005). 

## Історія
З XIV століття місто та його околиці славляться своєю — болеславецькою — керамікою, яку після 1945 року виготовляли переселенці в Німеччині.

## Демографія
Станом на 31 грудня 2009 року в Болеславці мешкала 40 021 особа (108 місце в країні). За даними на 30 червня 2010 року, місто налічувало 39 891 жителів.
Середній дохід на душу населення — 1 465,22 злотих.

### Зміна чисельності населення міста
- Графік кількості населення міста за останні 120 років

Найбільшу кількість населення Болеславець мав у 1993 році, відповідно до даних Центрального статистичного офісу Польщі —  44 711 жителів.
Демографічна структура станом на 31 березня 2011 року:
|          | Загалом | Допрацездатний вік | Працездатний вік | Постпрацездатний вік |
| -------- | ------- | ------------------ | ---------------- | -------------------- |
| Чоловіки | 19023   | 3369               | 13495            | 2159                 |
| Жінки    | 21186   | 3125               | 12457            | 5604                 |
| Разом    | 40209   | 6494               | 25952            | 7763                 |

## Міста-побратими
Міста-побратими Болеславця:
- Валлекорса, Італія
- Зігбург, Німеччина
- Ножан-сюр-Марн, Франція
- Чеська Липа, Чехія

- Маріагер-фьорд
- Пірна
- Прнявор
- Молде

## Відомі люди

### Померли

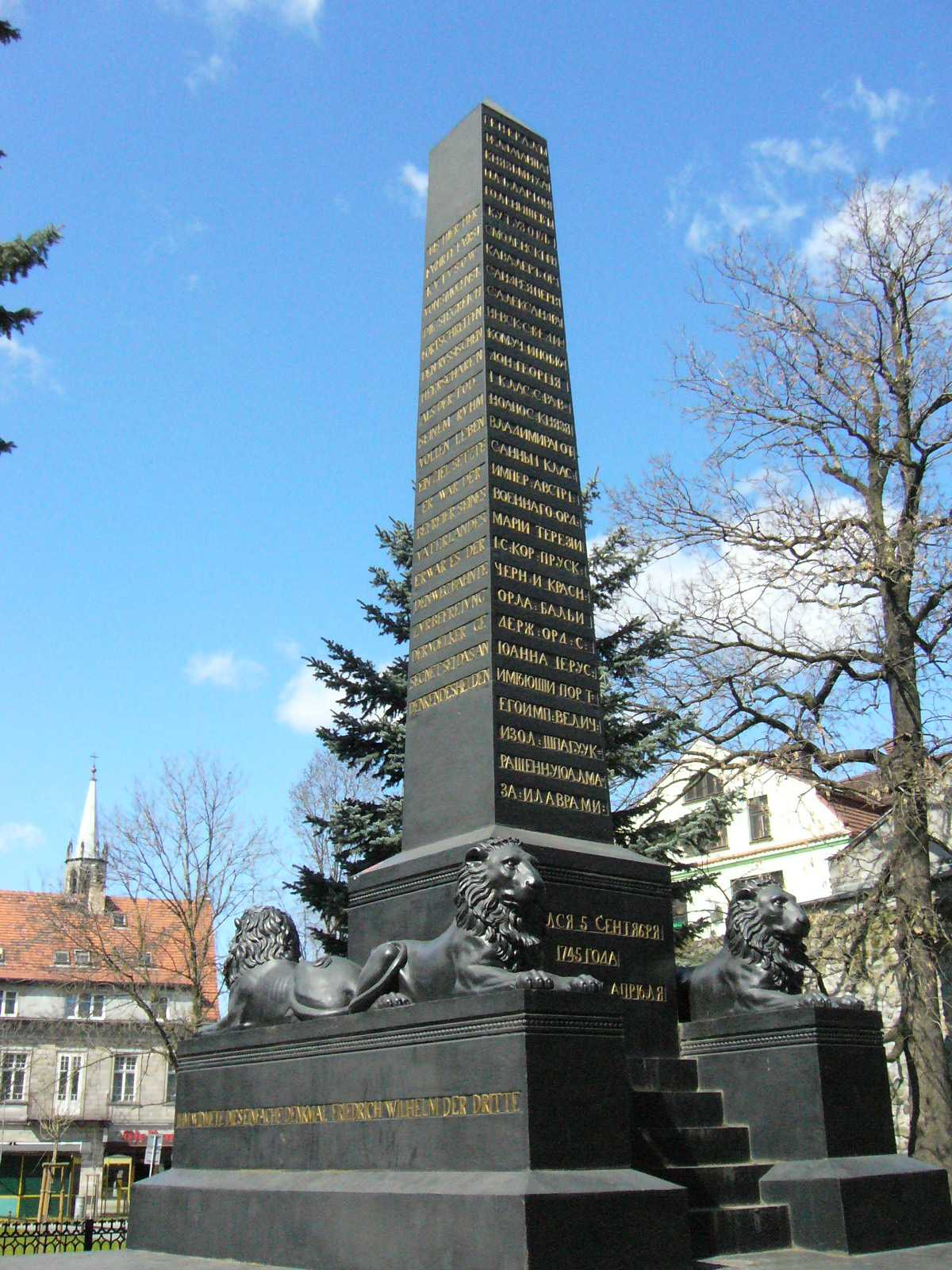
пам'ятник Кутузову М.

- Михайло Кутузов — російський фельдмаршал, є його музей і пам'ятник. Після звільнення Польщі від німецьких військ військовослужбовці Радянської Армії поклали до підніжжя монумента плиту з текстом[8].